# Eucharidema fractura
Eucharidema fractura là một loài bướm đêm trong họ Geometridae.